# 時代考証
時代考証（じだいこうしょう）は、映画・テレビの映像作品や演劇などで、用いられている衣装や道具や装置、風俗や作法などが、題材となった時代のものとして適当なものか否かについて考証すること。専門分野に応じて美術考証・衣装考証などとも呼ばれる。また略して単に考証ともいい、監修としてクレジットされることもある。
セリフの言葉遣いや名称・呼称、制度、史実との整合性なども考証対象とされる。歴史ドラマや時代劇について語られることが多いが、近代・現代を扱った作品でもこうした業務は必要とされる。
なお、過去の時代を扱った小説（歴史小説・時代小説）、漫画（歴史漫画）や絵画（歴史画）などを論じるに際しても「時代考証」の語が用いられることがあるが、本項ではドラマ制作における時代考証を中心として述べる。

## テレビドラマ制作上の時代考証

### 業務概要
時代考証の業務の主要なものとしては、事前にシナリオをチェックすることや、撮影中に現場からの疑問や質問に答えることが挙げられる。
NHKで時代考証担当ディレクターを務める大森洋平によれば、「ドラマの時代考証とは、番組で取り上げられる史実・時代背景・美術・小道具等をチェックして、なるべく史的に正しい形にしていく作業」、突き詰めれば「へんなものを出さない」ための仕事である。「時代考証学会」を設立し会長を務める大石学は、「一言でいうと、その時代らしい映像やストーリーを作るために情報を供給する仕事」と述べている。

### NHK大河ドラマの場合
21世紀初頭（2000年代 - 2010年代）のNHK大河ドラマ制作においては、時代考証はおおむね以下のように行われる。
台本の初稿ができあがると、脚本家・演出家、外部の専門家（時代考証をはじめとする各種考証担当者）、およびNHK内（制作側）の考証担当者が定期的に集まる「考証会議」が設けられる。原稿の読み合わせが行われ、考証の見地からの意見が出されて議論が行われ、台本原稿が修正されていき、最終的な台本が仕上がる。「考証会議」でストーリーそのものが変更されることは基本的にはないという。また考証者の見解をどの程度反映するかは脚本家や演出家の判断となる。
シナリオチェックでは、セリフの言葉遣いや歴史的事実（「このような出来事はあり得ない」「この人物がここにいるのはおかしい」等）などの確認が行われる。戦国時代を舞台とする複数の大河ドラマで考証を務めた小和田哲男は、この段階で修正を行った実例として、「絶対家族を守る」というセリフ（「絶対」も「家族」も当時の日本語にはない表現）、4月の京都から軍勢が「桜吹雪の中」出発する描写（旧暦と新暦の取り違い）や、越後国を「米どころ・酒どころ」と述べるセリフ（現代の感覚を過去にさかのぼらせたことによる誤り）などを紹介している。小和田によれば人名の読み方（浅井長政の姓をどう読むかなど）も案外に多く問題になるという。
ドラマ撮影の現場から上がってくる様々な疑問や質問に答えるのも時代考証の職掌である。たとえば食事のシーンを撮影するに際しては、どのような食材や調理法が存在するか、描写された人物の状況において適切であるかなどという情報が必要であり、考証担当者はその場で、あるいは資料を調べたのちに折り返し回答をすることになる。小和田は「時代考証の仕事として結構時間がとられるのが、制作・演出の人たちとのやりとりである」と述べ、『真田丸』で時代考証を務めた丸島和洋も、撮影中は「何か疑問があれば四六時中プロデューサーから電話が入る」日々であったと言う。また、同じく『真田丸』で時代考証を務めた黒田基樹は、制作スタッフやキャストから（脚本や資料を読み込んだうえで）「この人はどういう人物なのか、どうしてこういう行動をとったのか」という質問をよく受けたという。
時代考証の担当者は、美術や小道具等についてもそれぞれの担当者とともに確認を行うが、直接小道具の制作に携わることもある。たとえばドラマ内で使われる書状について、制作・演出の狙いに沿い、当時のものとして不自然ではない文面や書式で作成するなどの作業である。文書に関しては「古文書考証」担当者を置くこともある。
また、テレビ放送後に番組に寄せられる問い合わせや「時代考証の誤り」ではないかとする指摘に対する、番組側からの回答にも関わることになる。
丸島和洋によれば、時代考証担当者の作品への関わり方は様々である。事前にシナリオをチェックしてセリフを直し、撮影後に映像をチェックするだけの場合もあれば、脚本段階から議論を重ね作品制作に参加することもある。小和田哲男は『秀吉』で原作者の堺屋太一と執筆段階からコンタクトを持っており、大河ドラマでは従来「ねね」と呼ばれていた秀吉の正室の名を「おね」とするよう説得したと記している。丸島は『真田丸』で脚本段階から関わり、資料提供を行ったという。

## 時代考証の担当者

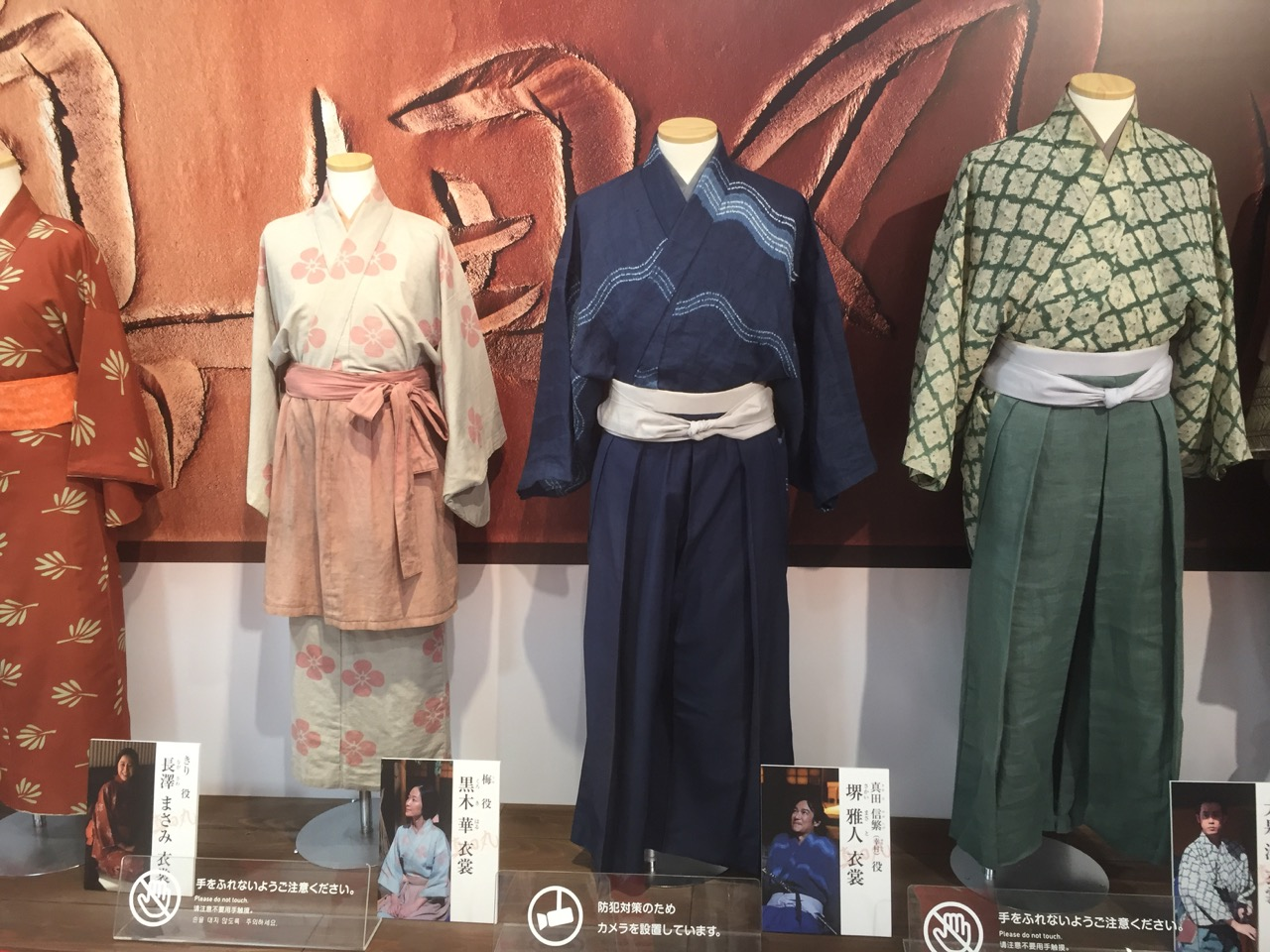
『真田丸』で使用された衣装。衣裳考証は小泉寛明（鈴乃屋）が務めた。

一般的に、ドラマのクレジットで「時代考証」あるいは「監修」として名前が挙げられる歴史学者や考証家が行うと認知されている。
また制作側でも時代考証の能力や知識は必要とされ、制作側に時代考証の担当者が置かれることもある。NHK職員向けの考証資料をもとに『考証要集』（文春文庫）等を上梓した大森洋平は、NHKのディレクターとして時代考証業務を担当する。「時代考証の専門家とドラマ制作現場をつなぐ仕事」であり、専門家が専門分野から検討するのに対して、専門家の守備範囲外をカバーする「雑学」的知識の集積に努めているという。
TBSドラマ『天皇の料理番』などの時代考証を担当した山田順子は「時代考証家」の肩書で活動している。山田は放送作家・番組制作の経験の持ち主であり、テレビ番組のリサーチと企画構成を専業としている。『天皇の料理番』において、山田は台本以前の仮本の段階から言い回しを確認にあたった。山田はドラマのロケにも同行するスタイルをとっており、ロケ地には事前に入って建築物の様式のチェックも行う。
美術や衣裳など、「時代考証」と別に「考証」の役職が設けられることがある。

### 美術考証
映画やテレビドラマにおいて、大道具・小道具・衣裳のデザインなどは一般に美術監督の職掌とされており、ある時代や状況に即したものかを考証することもそのうちに含まれる。

### 衣装考証
演劇や映画などでは、一般的に美術担当スタッフが衣装を決定するが、時代的考証のために専任者を置くことがある。

## 歴史的事実とドラマ的真実

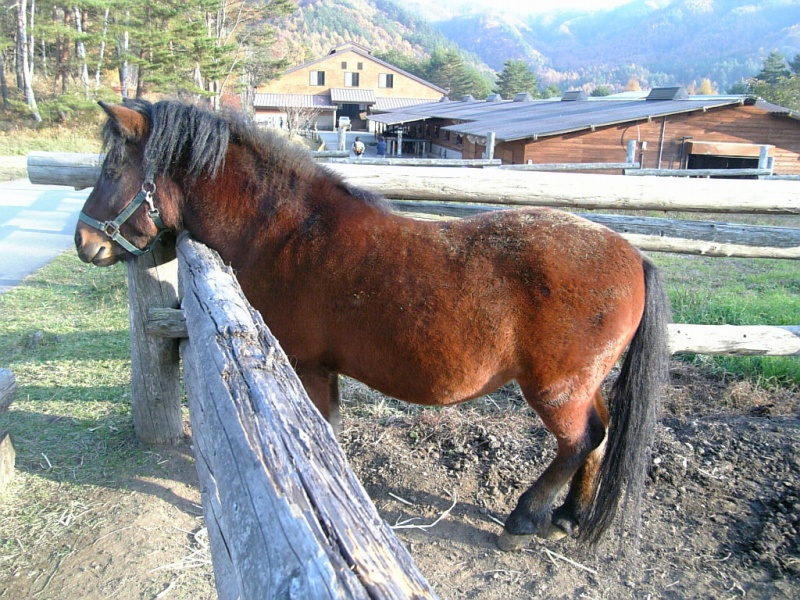
日本在来馬の一つ、木曽馬。一部は長野県天然記念物に指定されている。
「時代考証をやりながら、これは絶対に無理だというものがある。〔…中略…〕まず、馬である。」「本当はそうした馬を使って撮影してもらいたいところであるが、そうなると頭数を揃える難かしさが生まれてくる。」（小和田哲男）

時代考証は、歴史的事実とドラマ的真実（リアリティ）の整合をはかる作業である。丸島和洋は時代考証について「史実に忠実でさえあればいいのかというと、そうではない」と述べている。ある言葉や言い回しがその時代にあったかという点は考証の重要な対象の一つであるが、たとえば戦国時代の言葉だけでセリフを構成するのは不可能であり、視聴者が理解できなくなってしまってはドラマとして本末転倒である。
映像作品を仕上げるという目的のために、考証担当者が「誤り」と知りつつ認める点も多々ある。近代以前の日本の馬は体高の低い日本在来馬であるが、調達することが困難であることと、映像的な見栄えの点でサラブレッドが使用されるのが代表的な例である。近代以前の日本では一定の身分の者や既婚女性はお歯黒をしていたが、今日の視聴者の感覚には相いれない。圃場整備事業が進んだ今日、中世・近世さながらの田園風景をロケ地として確保するのは困難であり、燭台しかなかった時代の室内照明の「暗さ」を表現しようとすれば画面の見やすさに関わる。
時代考証担当者たちははそれぞれに、ドラマと史実の「さじ加減」の難しさについて語っている。

### 「歴史的な正確さ」への期待
小和田哲男は、多くの人々がNHK大河ドラマを「歴史再現ドラマ」として捉えている、という認識を示している。大河ドラマはもとよりフィクションであるが、映像になっているものが史実として刷り込まれるかもしれない、ゆえにドラマの制約の中でも「史実に近づける努力」はしなければならないと小和田は言う。
小和田はNHK大河ドラマの影響力の大きさを認知し、「従来のイメージ」ではあるが誤りと考えられる点を退け、学界での通説や、新たな研究成果を取り込むことも試みているという。一般に「真田幸村」の名で知られる戦国武将真田信繁について、小和田は『天地人』（2009年）監修時に「信繁が正しい名乗りであることを世間にアピールするよい機会と考え」て考証会議で信繁を使用することを主張したが、通らなかったと述べている（通さなかった側も、江戸時代に松代藩が編纂した史料を「幸村」の論拠として論陣を張った）。なお、NHK大河ドラマで「真田信繁」が実現するのは『真田丸』（2016年）からである。その『真田丸』で監修を務めた丸島和洋は「この時代」の百姓は帯刀していたことを描写すべく、「演出上わかりづらい」と難色を示す制作側と交渉し、終盤で映像化を実現している。
考証の結果として導かれたものであるとしても、視聴者の期待するイメージと考証が反する場合は反発を醸すことがある。大河ドラマ『麒麟がくる』では、原色の色使いの衣装や、女性の立て膝での座法について、批判が寄せられたという。

### 「面白いドラマ」への期待
丸島和洋は、大河ドラマは教科書ではないと述べ、「エピソードが面白くドラマの流れ上自然なのであれば、そちらを優先させたほうがよい」「史実とのバランスを考えながら、ドラマづくりを上手にサポートしていくのが時代考証者の仕事」という。林美一は、時代考証をめぐる随筆集『時代風俗考証事典』（1977年）において、「考証のためにドラマがある」のではなく「ドラマのために考証がある」という考証スタンスを主張している。
NHKの大森洋平は「資料が残っていない部分は演出のさじ加減」、「時代考証とは、登場人物の服装、行動、話し方などの枠組みを決める作業です。その枠の中では、自由に遊んでもいいんです。あくまで史実に引っかけた『ファンタジー』ですから」としている。
本能寺の変を描いたドラマ・映画・漫画作品において、「織田信長が自ら鉄砲を持って応戦する」場面は多く描かれた、いわば定番のシーンではあるが、史料の上では確認できない。『功名が辻』（2006年）の脚本にもその場面があり、小和田によれば考証会議の席で『信長公記』を示しながら脚本の修正を主張したものの、制作側から「その夜の本能寺に鉄砲が一挺もなかったという史料はありますか」と反論され、それ以上「だめ」とは言えなくなったということを述べている。
歴史学者の磯田道史には、映画化された著書もあるが（『武士の家計簿』『殿、利息でござる!』）、「歴史映画」について「その時代のエッセンスがわかるということは重要ですが、必ずしも史実にのっとっている必要はない」「実際起きていなくても、起きうる出来事を描いていれば、それは歴史映画だと言っていい」と述べている。
『西郷どん』の時代考証を務めた原口泉は、大河ドラマは「歴史ドラマ」であり「歴史ドキュメント」ではないと述べる。原口は『西郷どん』のプロットづくり（脚本は中園ミホ）から関わっているが、あえて史実と異なる「フェイク」も多く通している。
時代劇研究家の春日太一は『なぜ時代劇は滅びるのか』（2014年）において、「極端に言えば、それ〔注：時代劇〕が作品として面白ければ考証として正しかろうが間違っていようがどうでもいい」と自らの関心を述べ、「多くの観客が時代劇に求めるのは「正確な史実」でも「最新の学説の発表」でもない。「ロマン」つまり「こうだったら面白い」という世界である」とする。春日は、テレビドラマ『鬼平犯科帳』（中村吉右衛門主演）で表現された「江戸情緒」を高く評価しているが、一方で『鬼平犯科帳』の成功によって、時代劇というジャンルが「時代考証」に過剰に縛られドラマとしての表現を窮屈にする結果を招いてしまい、作り手にとっても視聴者にとっても時代劇が「敷居の高い」「つまらない」ジャンルになって衰退してしまったとする。春日は考証とドラマ制作との関係について、「考証に忠実な美術監督」と評価されている西岡善信が、時代劇のセット設計で最も重要なのは考証に忠実かではなく、ドラマの情感をどれだけ表現できるかである旨を語った言葉を紹介している。
春日は、制作者側が自由にイマジネーションを働かせ、細部まで完成された虚構世界を築き上げた「ファンタジーとしての時代劇」の復活を期待するが、「いい加減に作られた時代劇」を「ファンタジー」と呼ぶ傾向を批判する。なお春日は大河ドラマに関して、「歴史の残酷さに翻弄される人間たち」の物語が魅力という見方を示しており、「史実を忠実に再現することが必ずしも正解ではない」と主張する。その証左として、「名作」と呼ばれる大河ドラマ作品のほとんどは物語性のために創作を盛り込み史実を改変してきたと述べる。春日は2000年代以降の大河ドラマの一部についてリアリティがないと酷評しているが、考証の観点ではなく物語性の観点からであり、「わかりやすさ」を追究したご都合主義的な脚本を批判している。

### 喫煙シーン

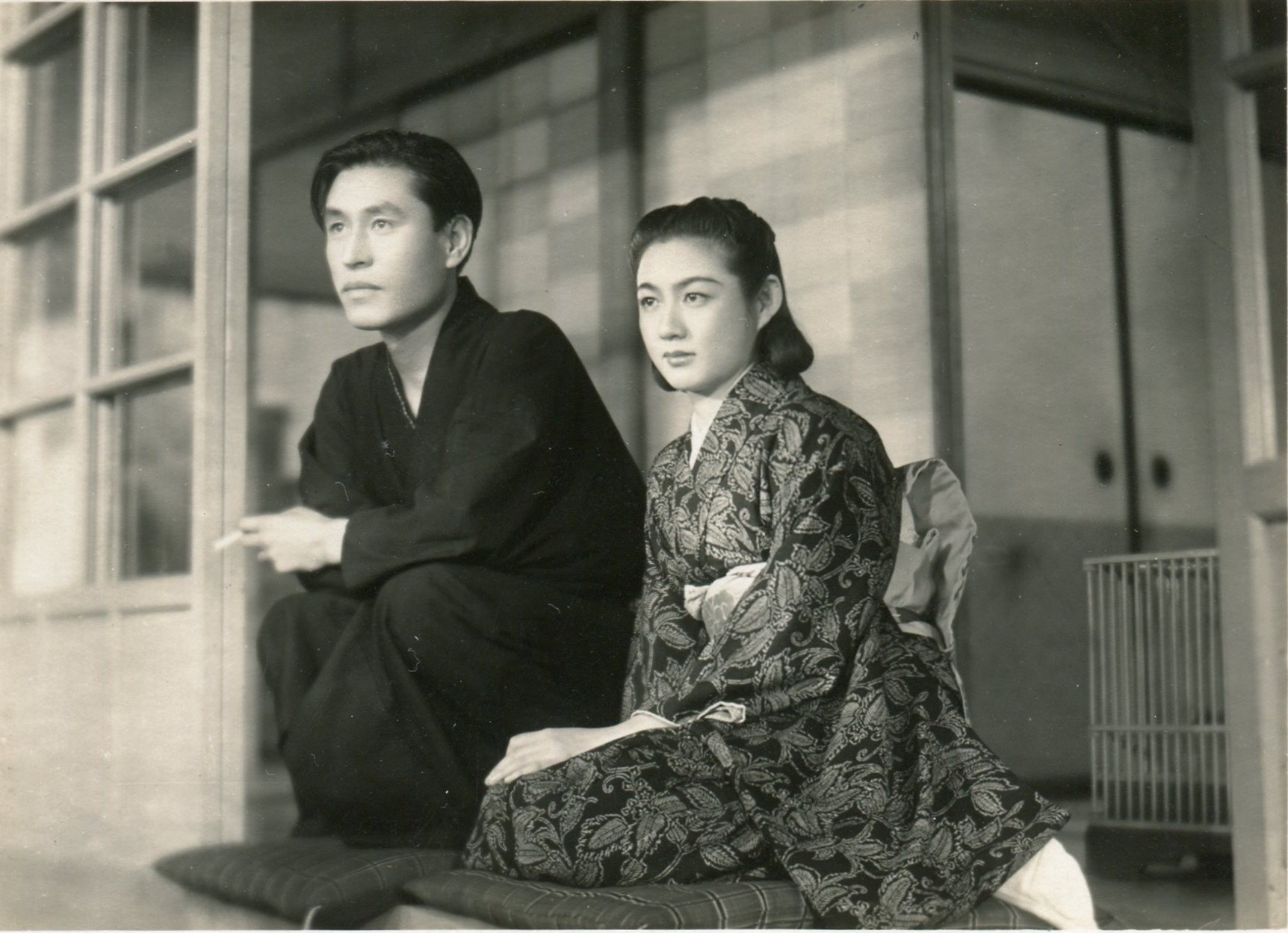
映画『戸田家の兄妹』でタバコを手にする佐分利信（1941年、左）
21世紀以降、喫煙が一般的だった近代を舞台にした作品でも喫煙が描かれないことがあり、議論となる。

日本では、時代劇、現代劇問わず、登場人物が喫煙するシーンが1990年代まで少なくなかった。しかし2002年に健康増進法が施行、2018年に同法が改正されて以降、ドラマや映画の喫煙シーンが大幅に減少した。その結果、喫煙が日常的に行われていた近代を舞台にしたドラマや映画でも喫煙シーンが急減し、時代考証的に誤りではないかという指摘が挙がることがある。
特に近代が舞台になることが多いNHK連続テレビ小説では、喫煙シーンの有無が2010年に放送された『ゲゲゲの女房』に喫煙シーンが登場しなかったことが注目されたほか、2014年に放送された『花子とアン』を最後に、近現代が舞台の作品でも喫煙シーンが登場しない。その理由について、2010年代以降、受動喫煙など喫煙に対する印象が悪くなる中、喫煙シーンを無理して描く必要がなくなったことが指摘されている。
また、実際にはヘビースモーカーだった人物でも喫煙シーンが排除されたため、非喫煙者だったと誤解されることがある。2016年に放送されたは『とと姉ちゃん』では、ヘビースモーカーだった花森安治がモデルの花山伊佐次が登場し、花森安治と同じ心筋梗塞で死去するが、喫煙シーンが登場しない。2018年に放送された『バカボンのパパよりバカなパパ』は赤塚不二夫の半生を描いたドラマだが、実際の赤塚がヘビースモーカーで食道ガンを患ったにもかかわらず、一切喫煙シーンが登場しない。2020年に放送された『エール』では、ヘビースモーカーで下戸だった古関裕而がモデルの古山裕一が主人公だが、喫煙シーンが登場せず、飲酒のシーンがたびたび登場する。
喫煙シーンを描くか否かは、製作元が同じでも作品によって異なる。2019年には同じNHKが製作したドラマの内、連続テレビ小説『なつぞら』が喫煙シーンを排除した一方で、大河ドラマ『いだてん〜東京オリムピック噺〜』は喫煙シーンを放送したため、公益社団法人受動喫煙撲滅機構がNHKに抗議した。

## 歴史

### 舞台演劇

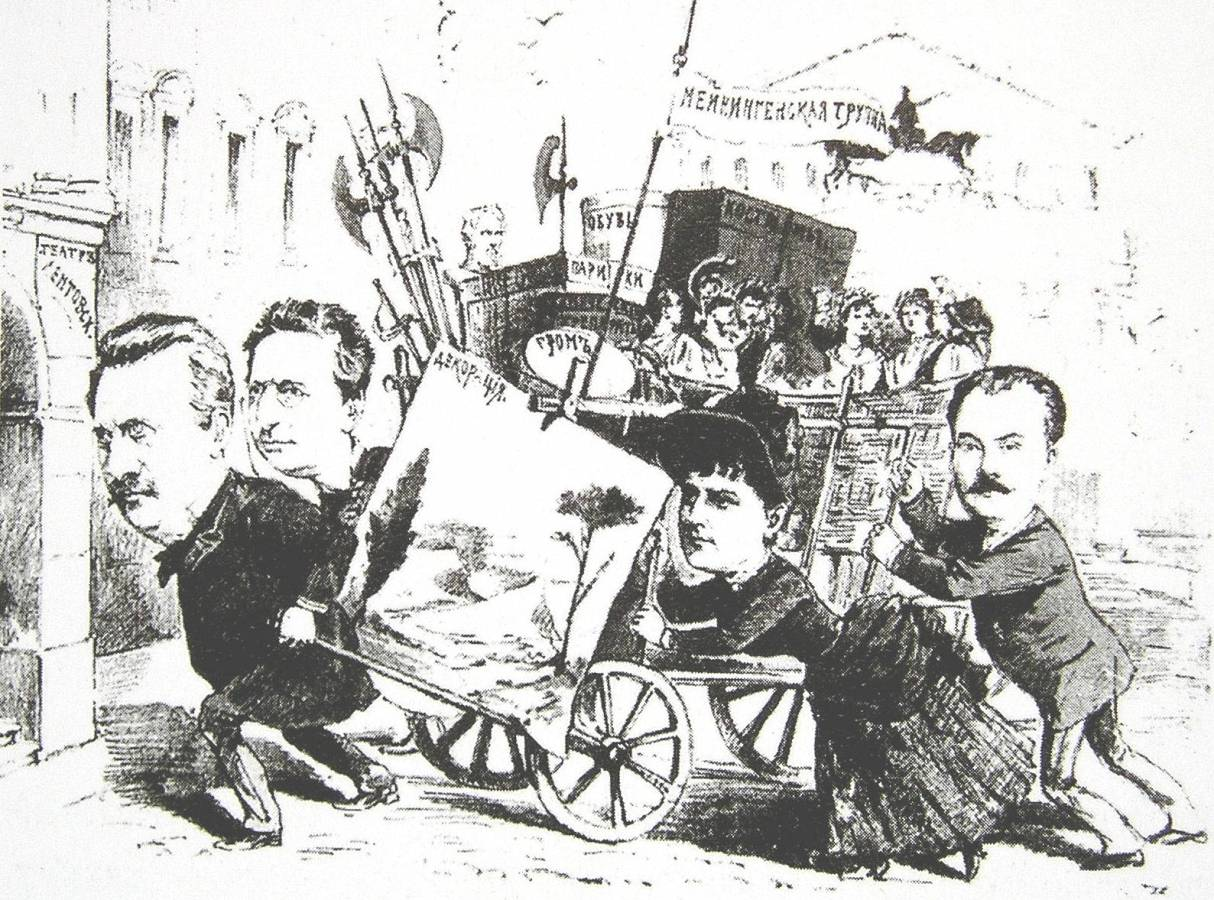
マイニンゲン一座を描いた戯画

過去の歴史や人物を扱った演劇を、実際のものに近づけようとする試みはさまざまに存在した。
19世紀後半、ドイツのザクセン＝マイニンゲン公ゲオルク2世が自ら指導にあたったマイニンゲン一座は、近代演劇運動に重要な足跡を残したが、この劇団が行った革新の一つが「歴史的に正確な」衣装や装置を導入することであった。たとえばシェイクスピアの『ジュリアス・シーザー』を上演するにあたっては、ユリウス・カエサルが暗殺された紀元前44年のローマの景観（カピトル丘、元老院議場であったポンペイウス劇場、フォロ・ロマーノ）を、当時の研究に基づいて舞台装置で再現しようとしている:7。当時の新聞には博物館のようであるという評が、肯定的にも批判的にも用いられた:4。批判的な評では、この劇団の演出で重要なのは役者ではなく考古学者・歴史家・背景画家などであると書かれた:5。考証に凝りすぎることを「マイニンゲン風」（meiningerei マイニンゲライ）と呼ぶ言葉も残した。

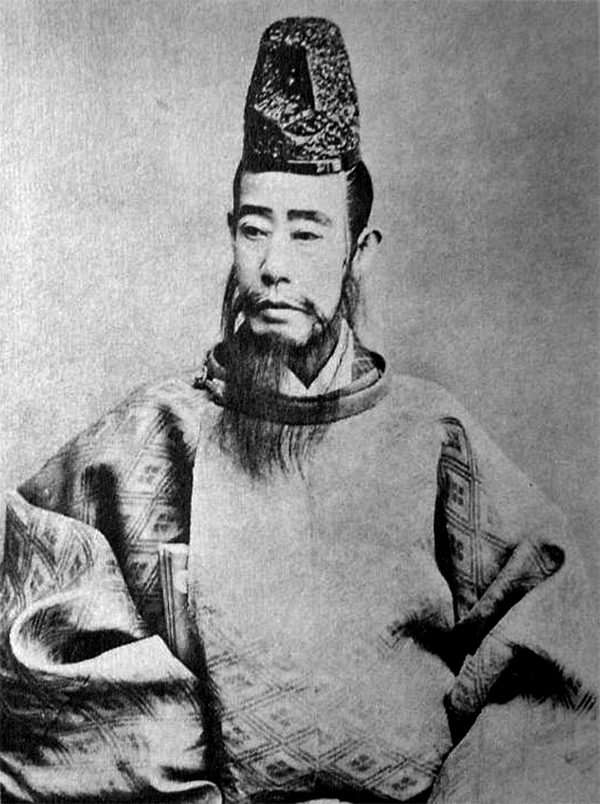
9代目市川團十郎が演じる『牡丹平家譚』の平重盛

日本においては、明治期の歌舞伎の革新運動（演劇改良運動）の中で、従来の荒唐無稽な「時代物」に代わり、演目の設定、人物像、筋立て、扮装、装置などの時代考証を厳密にした「活歴物」の制作が行われるようになった。中心となったのは9代目市川團十郎で、守田座（新富座）座元の守田勘彌、狂言作者の第一人者である河竹黙阿弥、漢学者・劇作家の依田学海らが協力した。黙阿弥や福地桜痴らによる脚本の新作・改作、衣装や小道具・装置を史実に沿ったものにするなど、写実的な新演出を試みた。活歴物は史実に忠実であろうとするあまり芸術的完成度の点は不十分であったと評され、一般観客には受け入れられなかった。「活歴」という言葉自体、劇評家でもあった仮名垣魯文が『二張弓千種重藤』を「活歴史」と評したことに由来し、これは依田学海らの「時代物は活きたる歴史でなくてはならない」とする発言を受けたものであるが、魯文は「これは芝居ではない」という揶揄的な意味で用いたのであった。活歴物はほとんどが途絶し、現在も演じられているのは『北条九代名家功』（通称『高時』）程度である。しかし、活歴物で試みられた演出や演技は、歴史演劇に大きな影響を残した。

### 映画
林美一は『時代風俗考証事典』において、1926年（大正15年）に溝口健二監督が『狂恋の女師匠』を撮影した際に髪や衣装のデザインを日本画家の小村雪岱に依頼し、この時に用いたのが「時代考証」という用語の始まりという説を書き留めている。

### テレビドラマ
歴史雑誌編集者で著書に『時代劇の「嘘」と「演出」』がある安田清人によれば、「「時代考証家」という肩書きで常に語られ、また時代考証という営み自体が一般に知られるようになる端緒を開いた人物」は稲垣史生であるという。なお、NHK大河ドラマで初めてスタッフ・クレジットに「時代考証」が記されるようになったのは、1967年の第5作『三姉妹』（担当は歴史学者の吉田常吉）である。

## 著名な時代考証家

### 文筆家
三田村鳶魚（1870年 - 1952年）
江戸文化・風俗を研究して広範な分野で膨大な書籍を残し「江戸学の祖」と呼ばれ、また時代考証の「元祖」として扱われることの多い人物。ただし、鳶魚の時代に「時代考証」という言葉は使われておらず、本人も「時代考証家」と名乗ってはいない。大正時代から盛んになった大衆小説において考証が杜撰であることについて、著書『大衆文芸評判記』『時代小説評判記』で辛辣な非難を加えている。
岸井良衛（1908年 - 1983年）
劇作家、演出家、放送プロデューサーとして長年多忙だったが、多くの著述がある。
稲垣史生（1912年 - 1996年）
新聞記者・雑誌記者から文筆業に入る。NHK大河ドラマでは第6作『竜馬がゆく』（1968年）にはじまり、『樅ノ木は残った』、『春の坂道』、『勝海舟』、『風と雲と虹と』（1976年）まで5作の時代考証を担当。『歴史考証事典』『時代考証事典』など数多くの著書がある。
林美一（1922年 - 1999年）
大映京都撮影所宣伝部に勤務し溝口健二監督作品の時代考証に従事（1960年に退社）。映像メディアに必要とされる風俗考証から、江戸時代の草双紙や浮世絵の研究へと進み、江戸文学・浮世絵の研究家として活動するとともに、映画・舞台・テレビ番組などの時代考証家としても活躍した。
杉浦日向子（1958年 - 2005年）
稲垣史生に師事。漫画家・江戸風俗研究家として知られる。1993年に漫画家を引退し、江戸風俗や浮世絵の研究に専念した。。NHKのバラエティー番組「コメディーお江戸でござる」に解説者として9年間レギュラー出演したほか、多くのエッセイを記した。

### 画家
久保田金僊（1875年 - 1954年）
日本画家。久保田米僊の子。舞台装置や時代考証も手掛け、知られた。
小村雪岱（1887年 - 1940年）
日本画家。風俗考証に定評があったといい、挿絵・装幀のほかに舞台や映画の装置も手掛けた。
岩田専太郎（1901年 - 1974年）
画家。「連載小説の挿絵画家の第一人者」と評されるとともに、1937年の映画『人情紙風船』（山中貞雄監督）で「美術考証」を務めたのをはじめ、『その前夜』、『すみだ川』、『血槍富士』、『日本橋』（市川崑監督、1956年）で考証を行った
江崎孝坪（1904年 - 1963年）
日本画家。前田青邨に師事し歴史風俗画を描く。黒澤明監督の映画『七人の侍』で衣装考証を行ったほか、歌舞伎『新忠臣蔵』の舞台装置制作、吉川英治『太閤記』の挿絵を手掛けた。
佐多芳郎（1922年 - 1997年）
日本画家。大佛次郎や山本周五郎の小説に挿絵を多く描いたほか、舞台や映画の時代考証も多く手がけた。

### 学者
江馬務（1884年 - 1979年）
日本風俗史学者。1911年に風俗史研究会を組織。研究発表・講演や実演を通して普及に努めたほか、映画やテレビ番組、京都の葵祭や時代祭の時代考証家としても活躍した。
猪熊兼繁（1902年 - 1979年）
歴史学者。専門は法制史であるが、家学の有職故実研究を受け継ぎ、葵祭や時代祭、都をどりなどの時代考証を行った。子の猪熊兼勝（考古学者）も時代祭考証委員長などを務めている。
桑田忠親（1902年 - 1987年）
歴史学者。専門は日本中世史・茶道史。『太閤記』など、大河ドラマの時代考証・監修を4度にわたって務めた。
二木謙一（1940年生）
歴史学者。専門は日本中世史（戦国時代）。有職故実研究の第一人者とされるとともに『花の乱』（1994年）から、『軍師官兵衛』（2014年）まで時代考証・風俗考証として14作に関わる。時代考証に関する著書として『時代劇と風俗考証：やさしい有職故実入門』（吉川弘文館、2005年）。テレビにおける時代劇表現の向上を図るなど放送文化の向上に貢献したことを理由として、2005年度のNHK放送文化賞を受賞している。
テリー・ジョーンズ（1942年 - 2020年）
イギリスのコメディグループ「モンティ・パイソン」のメンバーであり、オックスフォード大学セント・エドモンド・ホール・カレッジで英国史を専攻していたことから、歴史学者としても知られる。十字軍をテーマにしたBBCのドキュメンタリー番組『クルセイダーズ』を監修したほか、自ら監督と脚本を手掛けた映画『モンティ・パイソン・アンド・ホーリー・グレイル』では、アーサー王の時代ではなくアーサー王伝説が成立した14世紀の衣装を採用するなど、自ら考証を手掛けた。
小和田哲男（1944年生）
歴史学者。専門は日本中世史（戦国時代）。NHK大河ドラマでは『秀吉』（1996年）以来、『功名が辻』『天地人』『江〜姫たちの戦国〜』『軍師官兵衛』『おんな城主 直虎』『麒麟がくる』で時代考証を務める。時代考証に関する著書として『歴史ドラマと時代考証』などがある。
大石学（1953年生）
歴史学者。専門は日本近世史。大河ドラマ『新選組!』『篤姫』『龍馬伝』『八重の桜』『花燃ゆ』で時代考証を担当。2009年に「時代考証学会」を設立し会長に就任。時代考証に関連する書籍には『時代劇の見方・楽しみ方―時代考証とリアリズム―』がある。
山本博文（1957年 - 2020年）
歴史学者。専門は日本近世史。テレビ番組の歴史解説や時代劇作品の時代考証も多数務めた。

### その他
3代目藤浪与兵衛（1891年 - 1952年）
歌舞伎小道具方。画家松岡映丘に師事、鎧づくりの名手とされた。有職故実、時代考証に造詣が深く、歌舞伎のほか、新派、新国劇、オペラ、バレエ、新劇などの小道具も手掛けた。
名和弓雄（1912年 - 2006年）
武術家。武術の実践とともに時代考証家としても著名であり、捕り物道具のコレクションが明治大学刑事博物館に寄贈されている。『絵でみる時代考証百科』『間違いだらけの時代劇』などの著書がある。